# Идюм
Идюм — река в Хабаровском крае и Якутии (протекает по её границе с Хабаровским краем), правый приток реки Алгамы (бассейна Лены). Длина — 317 км, площадь бассейна — 9170 км². Берёт начало в восточной части Станового хребта, течёт на север. Извилиста и порожиста. Питание преимущественно дождевое и снеговое. Главные притоки: Мулам (левый), Дёсс (правый). В бассейне Идюма около 1000 озёр.

## Притоки
Объекты перечислены по порядку от устья к истоку.
- 1,5 км: Аян-Юрях
- 34 км: река без названия
- 43 км: Арбарастах
- 50 км: река без названия
- 55 км: Холбалоох
- 62 км: Малый Холбалоох
- 64 км: река без названия
- 70 км: река без названия
- 71 км: река без названия
- 81 км: Улахан
- 91 км: река без названия
- 92 км: река без названия
- 100 км: река без названия
- 111 км: Сивагли
- 144 км: Малый Сивагликан
- 163 км: река без названия
- 182 км: Мулам
- 194 км: река без названия
- 210 км: река без названия
- 220 км: река без названия
- 222 км: река без названия
- 226 км: Худуркан
- 231 км: река без названия
- 240 км: река без названия
- 241 км: Дёсс
- 244 км: Вонго
- 256 км: Сугджакан
- 260 км: Саргаканда
- 295 км: река без названия
- 299 км: Эге-Саллак-Макит
- 303 км: река без названия
- 307 км: Аюмкан-Макит